# Capela de São Pedro do Maruí
A Capela de São Pedro do Maruí é um templo católico, construído em 1751 a pedido dos irmãos Francisco Vitoriano Pereira e José Pereira Correia, proprietários da extinta Fazenda São Pedro. A capela está localizada no Cemitério de Maruí, na cidade de Niterói, no estado do Rio de Janeiro.
A capela, juntamente com o cemitério, é um patrimônio cultural nacional, tombado pelo Instituto do Patrimônio Histórico e Artístico Nacional (IPHAN), na data de 12 de janeiro de 1948, sob o processo de nº 163-T-1938.

## História
Os irmãos Francisco Vitoriano Pereira e José Pereira Correia, proprietários da Fazenda São Pedro (atualmente extinta) pediram autorização ao Bispo do Rio de Janeiro para construir uma capela na fazenda. A autorização foi concedida na data de 17 de agosto de 1751.
No ano de 1850, já de propriedade de Domingos Ferreira Bastos, a fazenda foi vendida para o Governo Provincial, que em 1853 construíram o primeiro cemitério público de Niterói, aproveitando a capela já existente.
No ano de 1855, com a elevada quantidade de mortes causada pela epidemia da cólera, mesmo com as obras não acabadas, o cemitério precisou ser inaugurado e no dia 1 de novembro daquele ano realizou seu primeiro funeral, pois os sepultamentos em cemitérios passaram a ser obrigatórios através do Decreto nº 776, de 19 de setembro de 1855.

## Arquitetura
A capela foi construída com uma nave, capela-mor e torre sineira na lateral com acesso independente e mais recentemente foi construída uma sacristia. Na fachada principal, foi construído um frontão triangular com um óculo, duas janelas na altura do coro e uma porta central, todas com verga em arco abatido e sobrevergas de massa. As paredes foram construídas com pedra e cal e com espessura larga. O acesso à capela se dá através de uma escadaria lateral, feita em granito. Na parte interna, a decoração de folhas de acanto, rocailles e querubins foi feita em estuque, em estilo barroco. O retábulo-mor possui a imagem de São Pedro, e nos nichos laterais estão a imagem de Santo Antônio e São Francisco. A sacristia possui a imagem de São Benedito e uma bacia de mármore.

## Cemitério de Maruí

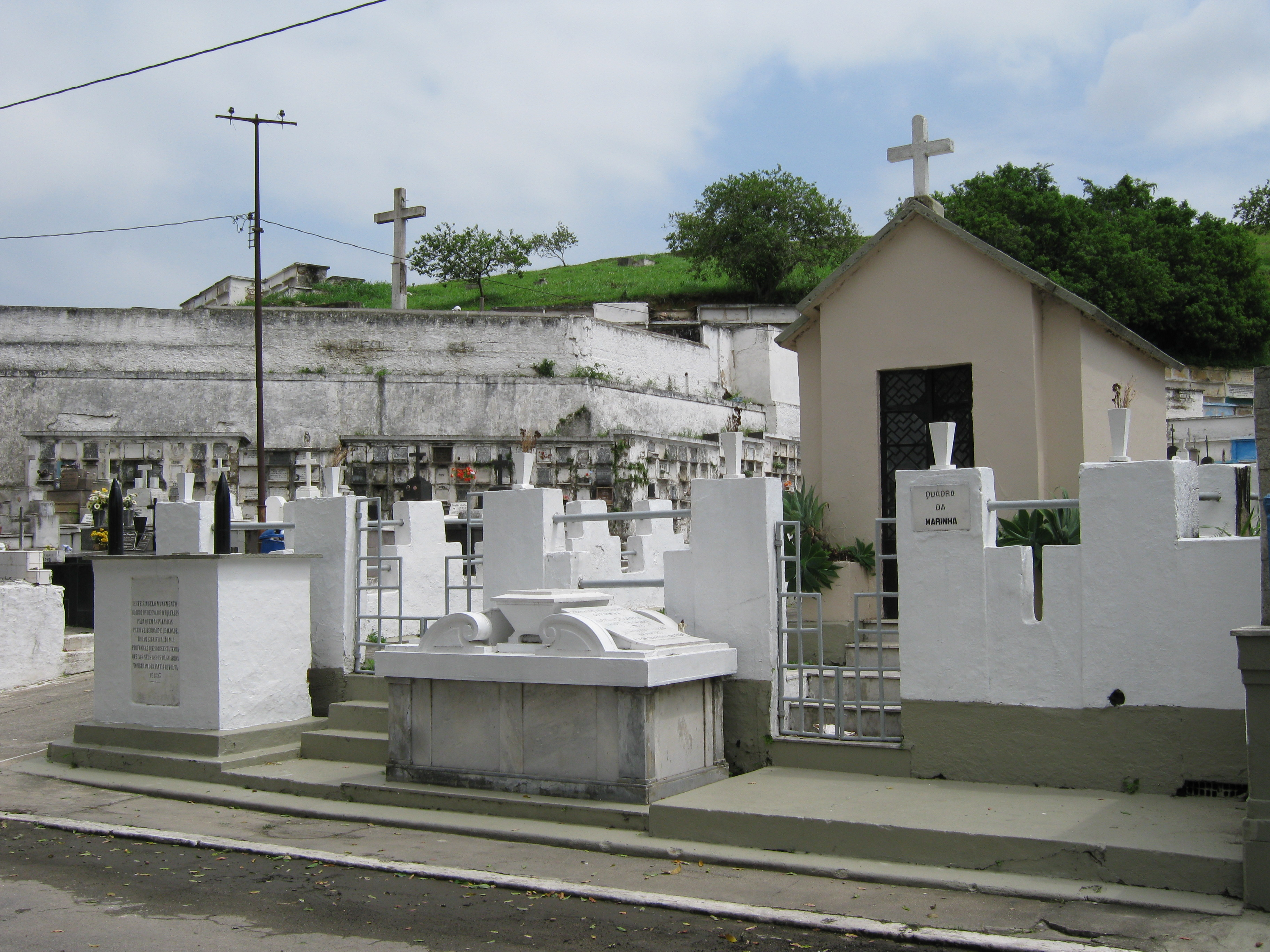
Monumento da Revolta da Armada. Cemitério Maruí.

Inaugurado em 1 de novembro de 1855, o cemitério de Maruí foi o primeiro cemitério público de Niterói. Foi erguido, em 1911, um monumento para os restos mortais dos oficiais e soldados da Revolta da Armada. Personalidades históricas foram enterradas nesse cemitério.

### Mausoléu de Fagundes Varela
Fagundes Varela foi um poeta brasileiro, sepultado no cemitério. O mausoléu foi construído pelo escritor Ludovico Berna, no ano de 1888. A construção foi feita em mármore e possui o perfil do poeta em bronze na fachada.

### Mausoléu de Ribeyrolles
Charles Ribeyrolles foi um exilado francês, sepultado no cemitério em 1860. O mausoléu foi projetado pelo engenheiro Dionísio da Costa e Silva e construído no ano de 1886.

### Mausoléu do General Fonseca Ramos
General Fonseca Ramos foi um herói na Revolta da Armada, sepultado no cemitério em 1895.  O mausoléu foi projetado pelo arquiteto Desidório Strauss e inaugurado pelo Presidente da República, Marechal Hermes da Fonseca, em 1911.